# Cristhian Montoya
Pour les articles homonymes, voir Montoya.
Montoya  Giraldo est un nom espagnol. Le premier nom de famille, en général paternel, est Montoya ; le second, en général maternel, souvent omis, est Giraldo.
Cristhian Montoya Giraldo, né le 4 août 1989 à San Vicente (Antioquia), est un coureur cycliste colombien. 

## Biographie
Cristhian Montoya est le neveu de Reynel, triple champion de Colombie dans les années 1980.
La formation Medellín est invitée à participer au Tour du Portugal 2019, Montoya à la faveur de trois places dans les dix premiers aux arrivées d'étape, termine premier de son équipe à la huitième place du classement général.

## Palmarès et résultats

### Palmarès par année
- 2005
  -  Champion de Colombie de poursuite cadets
  -  Champion de Colombie de la course aux points cadets
- 2012
  - 2e étape de la Vuelta a Antioquia
- 2015
  - 6e étape du Clásico RCN
  - 3e du Clásico RCN
- 2016
  - 10e étape du Tour de Colombie
- 2017
  - 4e étape du Tour du Chili
  - 2e du Tour du Chili
- 2018
  - 2e de la Clásica de Anapoima
- 2019
  - 5e étape du Tour of the Gila
  - 3e étape du Tour de Colombie
  - 1re étape du Tour du lac Qinghai (contre-la-montre par équipes)
  - 3e de la Vuelta a la Independencia Nacional
- 2020
  - 8e étape du Clásico RCN
- 2022
  - 2e du Tour de l'Équateur
- 2023
  - 3e de la Vuelta a Catamarca Internacional

### Classements mondiaux
| Année                                 | 2015 | 2016  | 2017  | 2018 | 2019 | 2020  | 2021  | 2022  | 2023  |
| ------------------------------------- | ---- | ----- | ----- | ---- | ---- | ----- | ----- | ----- | ----- |
| Classement mondial                    |      | 2139e | 1208e | nc   | 738e | 1439e | 2339e | 1057e | 1769e |
| UCI Europe Tour                       | nc   | nc    | 1765e | nc   |      |       |       |       |       |
| UCI America Tour                      | 399e | 396e  | 109e  | nc   | 84e  | 125e  | 395e  | 122e  | nc    |
|                                       |      |       |       |      |      |       |       |       |       |
| Légende : nc = non classéSource : UCI |      |       |       |      |      |       |       |       |       |